# بیا در آغوشم (فیلم ۱۹۹۴)
بیا در آغوشم (به هندی: Aa Gale Lag Jaa) فیلمی محصول سال ۱۹۹۴ و به کارگردانی حامد علی خان است. در این فیلم بازیگرانی همچون جوگال هانسراج، اورمیلا ماتوندکار، پارش راوال، آشوک شرف، رانجیت ایفای نقش کرده‌اند.